# مغناطیس‌سنج نمونه ارتعاشی

VSM schematic

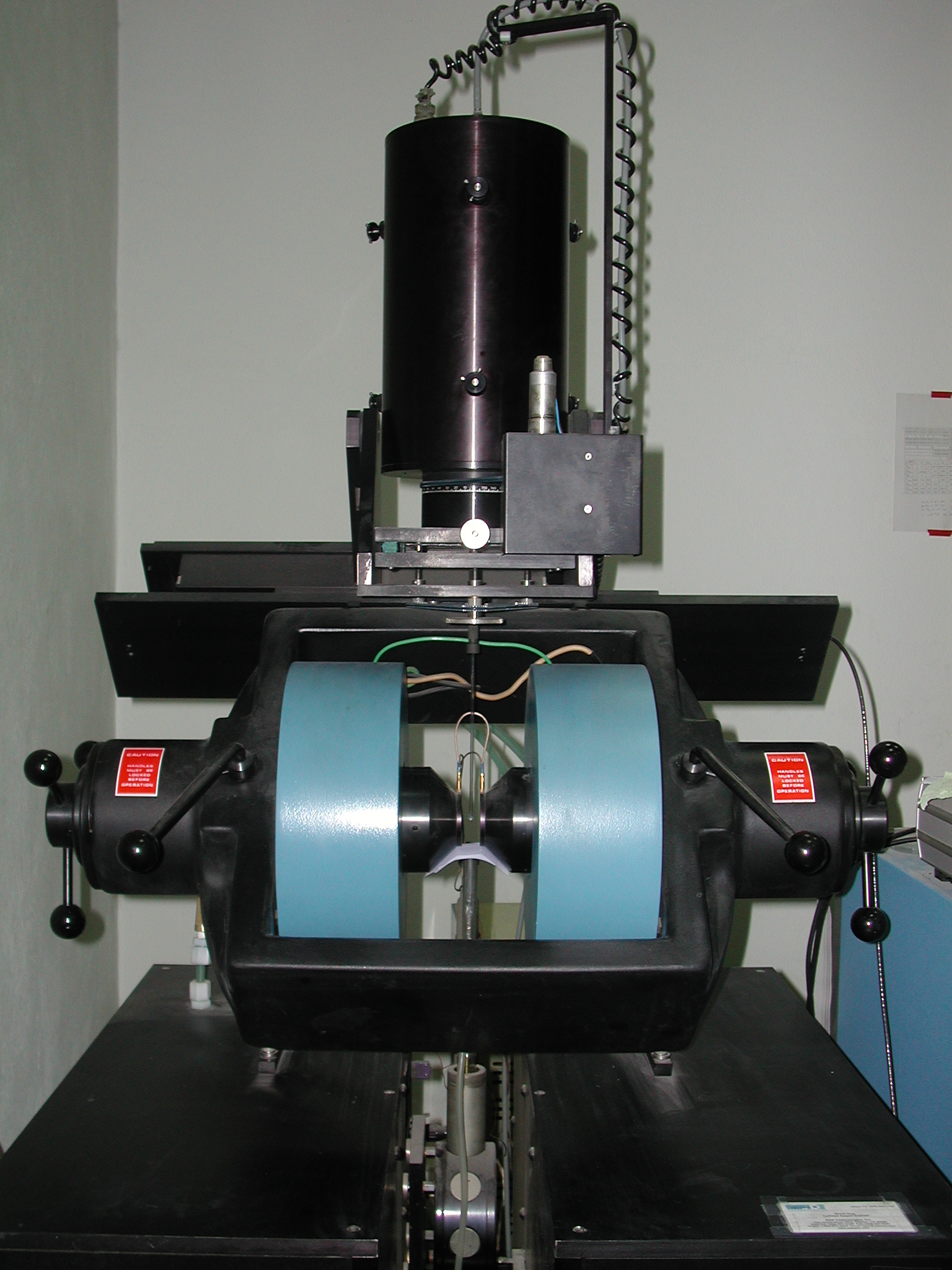
VSM setup

یک دستگاه مغناطیس‌سنج ارتعاشی (به انگلیسی: (VSM) Vibrating Sample Manetometer) که به مغناطیس‌سنج فونر نیز معروف است، با استفاده از این دستگاه می‌توان خواص مغناطیس مواد دیامغناطیس، پارامغناطیس، فرومغناطیس، آنتی فرومغناطیس، فری مغناطیس را بررسی کرد. دستگاه مغناطیس سنج ارتعاشی در سال ۱۹۵۵ در دانشگاه MIT توسط سیمون فنر (Simon Foner) اختراع شد. نمونه ابتدا در یک میدان مغناطیسی یک نواخت مغناطیده می‌شود و سپس تحت یک ارتعاش سینوسی قرار می‌گیرد که معمولاً توسط یک ماده پیزو الکتریک ایجاد می‌شود. برخی دستگاه‌های تجاری از محرک‌های خطی استفاده می‌کنند. از لحاظ تاریخی، این سیستم با استفاده از بلندگوهای صوتی اصلاح شده توسعه داده شد اما رویکرد به دلیل ایجاد یک نویز مغناطیسی در فاز به عنوان شار مغناطیسی سینوسی کنار گذاشته شده‌است. ولتاژ القا شده در سیستم متناسب با گشتاور مغناطیسی نمونه است اما به قدرت میدان مغناطیسی اعمال شده بستگی ندارد. در چیدمان‌های معمول، با استفاده از سیگنال‌های یک ماده پیزوالکتریک به عنوان فرکانس مرجع، از یک تقویت کننده حساس به فاز برای اندازه‌گیری ولتاژ القایی استفاده می‌شود. همچنین با استفاده از این مورد می‌توان منحنی هیسترزیس (منحنی پسماند) ماده را نیز در یک میدان مغناطیسی وسیع به دست آورد.
دستگاه VSM بر اساس قانون القای فارادی کار می‌کند. این قانون می‌گوید که تغییر در میدان مغناطیسی، باعث ایجاد میدان الکتریکی می‌شود. با اندازه‌گیری میدان الکتریکی القا شده، می‌توان اطلاعاتی در مورد تغییرات میدان مغناطیسی بدست آورد.

## کاربرد
کمیت‌های قابل اندازه‌گیری توسط این طیف عبارتند از:
- MS: مغناطش اشباع
- Hm: بیشترین میدان اعمالی
- Hc: وادارندگی مغناطیسی
- Br: خاصیت نگهداری مغناطیس
- Bm: بیشترین مقدار چگالی شار (القای مغناطیسی)
- Br/Bm: نسبت مربعیت
- µ: نفوذ پذیری